# El sello de los tiempos
El sello de los tiempos è il secondo album in studio del gruppo musicale spagnolo WarCry, pubblicato nel 2002.

## Tracce
Testi e musiche di Víctor García, eccetto dove indicato.
1. El Sello de los Tiempos (Instrumental) – 0:54 (Manuel Ramil)
2. Alejandro – 5:05
3. Hijo de la Ira – 5:36
4. Capitán Lawrence – 5:47
5. Tú mismo – 4:37
6. Un mar de estrellas – 6:56
7. Un lugar – 5:01
8. Dispuesto a Combatir – 5:25
9. Vampiro – 7:00
10. Hacia Delante – 6:39
11. Renacer – 1:50 (Manuel Ramil)

## Formazione
- Víctor García - voce
- Fernando Mon - chitarra
- Pablo García - chitarra
- Alvaro Jardón - basso
- Manuel Ramil - tastiera
- Alberto Ardines - batteria